# Сянься
Сянься (кит. трад. 仙俠, кит. спрощ. 仙侠, піньїнь xiānxiá ) — жанр китайської фентезі, створений під впливом китайської міфології, даосизму, буддизму, китайських бойових мистецтв, традиційної китайської медицини та інших традиційних китайських елементів.

## Історія
Романи у жанрі сянься були популяризовані в період Китайської Республіки, але саме роман 1932 року «Легенда про мечників гір Шу» викликав найбільшу популярність цього жанру. У 21 столітті жанр набув нового життя з появою онлайн-видавництв: Qidian.com, Zongheng.com і 17k.com. За межами Китаю жанр став популярним насамперед завдяки перекладам фанатів на початку 2000-х років.  Цей жанр також є основним в китайських телевізійних шоу, фільмах, маньхуа, дунхуа та іграх.

## Характерні риси жанру
Як правило, головною метою протагоністів є вдосконалення. По дорозі вдосконалення вони досягають вічного життя, надприродних здібностей і неймовірного рівня сили. Вигадане вдосконалення, яке практикується в сянься, значною мірою засноване на реальній практиці ціґун.
В історіях зазвичай містяться: боги, безсмертні, привиди, монстри, магічні скарби тощо. Часто початкова обстановка нагадує Стародавній Китай, але історії зазвичай набувають космічного характеру: головні герої досягають божественних здібностей, іноді створюючи власні планети, галактики чи всесвіти. Хоча основна увага приділяється боям і пригодам, є також історії, пов’язані з романтикою.

## Етимологія
Сянься складається з двох ієрогліфів «сянь» (кит.: 仙) і «ся» (кит.: 侠). «Сянь» буквально означає «безсмертний», але не в сенсі безсмертя, а в сенсі трансцендентного буття в китайській міфології . «Ся» зазвичай перекладається як «герой» та має на увазі людину, яка є хороброю, лицарською та праведною.

## Плутанина з іншими жанрами
Під час початкового вибуху популярності китайських фантастичних романів серед англомовної аудиторії одним із найпопулярніших сайтів з перекладом був Wuxiaworld.com. Через використовування слова «уся» в назві багато читачів почали використовувати цей термін для опису всіх жанрів китайських фантастичних романів. Насправді, хоча сянься поділяє багато характеристик з уся — це окремі жанри. Пізніше, коли все більше читачів зрозуміли різницю між уся і сянься, вони почали використовувати сянься для позначення всіх типів китайських романів про вдосконалення, хоча насправді є деякі унікальні жанри, як-от сюаньхвань, ціхвань тощо.